# San Francisco del Mar
San Francisco del Mar là một đô thị thuộc bang Oaxaca, México. Năm 2005, dân số của đô thị này là 6874 người.